# Jāzeps Vītols
Jāzeps Vītols (26. červenec 1863, Valmiera – 24. duben 1948, Lübeck) byl lotyšský hudební skladatel.
Narodil se do rodiny učitele v městě Valmiera na severu Lotyšska, asi 100 km severovýchodně od Rigy. Skladbu vystudoval na Petrohradské konzervatoři pod vedením Nikolaje Rimského-Korsakova. Absolvoval roku 1886, na konzervatoři ovšem zůstal jako pedagog a roku 1901 zde získal titul profesora. K jeho žákům patřil např. Sergej Prokofjev. V Petrohradě vedl také lotyšský pěvecký sbor a žil tam až do roku 1918, kdy se vrátil do Rigy, jež se v té době stala hlavním městem nového lotyšského státu. Zde se stal ředitelem opery a roku 1919 založil v Rize konzervatoř, na níž od jejího založení až do roku 1944 působil jako rektor. Konzervatoř dnes nese Vitolsovo jméno (Jazepa Vitola Latvijas Muzikas Akademija). Organizoval v té době lotyšský hudební a kulturní život, přitom též komponoval. Jeho dílo čítá 850 hudebních děl, mezi nimi jedno oratorium, dvě kantáty, jednu symfonii, 103 skladeb pro pěvecký sbor, mnoho skladeb pro klavír a také 300 upravených lotyšských lidových písní. Zemřel v emigraci v Německu, jeho ostatky byly do Lotyšska převezeny roku 1993.